# Decompresie (scufundare)
Decompresia sau revenirea la presiunea atmosferică este acea parte a scufundării prin care scafandrul revine la suprafața apei (la presiunea atmosferică). 

Viteza decompresiei este dată de viteza de eliminare a gazului inert dizolvat în țesuturile organismului pe timpul expunerii la presiunea hidrostatică.
Decompresia  se poate realiza în două modalități:
- în trepte (cu paliere de decompresie) - pentru scufundări autonome sau scufundări în sistem turelă-cheson până la adâncimea de 120 m și se realizează în două etape:
  - ridicarea la primul palier de decompresie
  - efectuarea palierelor de decompresie
- continuu - pentru scufundări unitare de sistem la adâncimi de peste 120 m și pentru scufundări în saturație.

Pe timpul expunerii organismului uman la presiunea hidrostatică, conform legii lui Henry, gazul inert se dizolvă în țesuturi, fenomenul fiind în funcție de presiune, temperatură, durata expunerii la presiune și natura gazului inert din amestecul respirator.

## Definiții

### Palier de decompresie

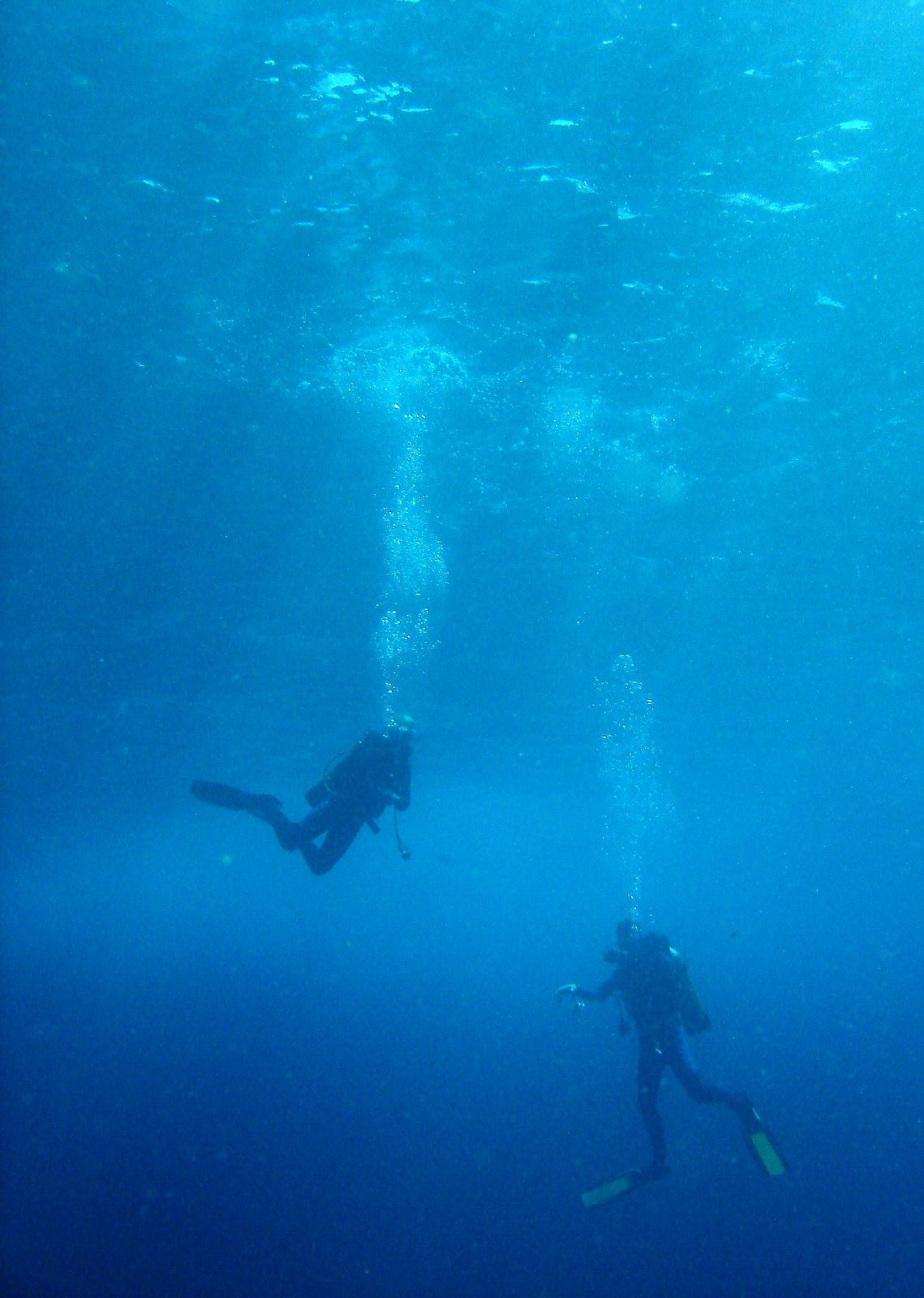
Scafandrii la un palier de decompresie în apă

Palierul de decompresie este oprirea scafandrului pentru un anumit timp la o adâncime mai mică decât adâncimea scufundării conform tabelei de decompresie utilizată, pentru a elimina gazul inert dizolvat în organism și prevenirea apariției unui accident de decompresie. 

În general, adâncimea palierului de decompresie este din 3 în 3 metri.

Durata și adâncimea palierului sunt în funcție de durata, adâncimea maximă a scufundării precum și tipul amestecului respirator folosit. Cu cât scufundarea a fost efectuată la adâncime mai mare și cu durată mai lungă de timp, cu atât palierele de decompresie vor fi mai numeroase și cu staționare mai mare.
Se recomandă realizarea unui palier de decompresie, pentru mai multă siguranță, la adâncimea de 3 m timp de 5 minute chiar dacă scufundarea nu necesită paliere de decompresie (scufundare sub curba de securitate).
De asemenea, trebuie respectată viteza de urcare la primul palier sau direct la suprafață care este pentru majoritatea tabelelor de decompresie de 15m/min.
Folosirea unui amestec Nitrox cu concentrație de oxigen mai mare de 20%, duce la scurtarea timpului de decompresie de la paliere. Pentru aceasta, scafandrul trebuie să respire amestecul Nitrox dintr-o butelie adițională fixată de echipament. 

Pentru a stabili dacă scufundarea necesită paliere de decompresie, se pot folosi diferite tabele de decompresie sau în cazul scufundării autonome, un calculator de scufundare.

### Perioadă de semisaturație
Timpul în care presiunea gazului dizolvat într-un lichid, la temperatură constantă, atinge o valoare situată la jumătatea intervalului cuprins între presiunea gazului dizolvat la momentul inițial (p0) și presiunea gazului la care este expus (pi), reprezintă perioada de semisaturație H a lichidului respectiv.
În cazul țesuturilor umane, pentru calculul expunerii organismului la presiune precum și a procedeelor de decompresie, s-au stabilit compartimente de țesuturi cărora li s-au atribuit, perioade de semisaturație, realizându-se un model matematic de calcul.
Valorile perioadelor de semisaturație pentru diferitele țesuturi pot fi situate între 1,5 și 1200 minute.
Țesuturile care sunt bogat irigate cu sânge (plămâni, organe vitale) sunt țesuturi rapide care pot absorbi mai rapid gazul inert, pe când țesuturile bogate în grăsimi (cartilajele, oasele), sunt țesuturi lente unde degazarea (decompresia) are loc mai greu.
| Perioada de semisaturație (min) | Țesut                                             |
| ------------------------------- | ------------------------------------------------- |
| 1,5                             | Plămâni                                           |
| 5                               | Rinichi                                           |
| 10                              | Stomac, ficat, intestine, sistemul nervos central |
| 20                              | Ficat, intestine, sistemul nervos central         |
| 40                              | Piele                                             |
| 80                              | Piele, mușchi, inimă                              |
| 120                             | Mușchi                                            |
| 160                             | Mușchi                                            |
| 320                             | Mușchi, articulații, grăsimi, oase                |
| 640                             | Grăsimi, articulații, oase                        |

Inițiatorul acestei teorii a fost fiziologul englez John Scott Haldane, care în anul 1908 introduce conceptul de perioadă de semisaturație. Haldane a ales 5 tipuri de țesuturi de 5, 10, 20, 40 și 75 minute. El a demonstrat de asemenea că decompresia atinge o valoare critică când scafandrul este aproape de suprafață. În urma cercetărilor, Haldane a publicat primele tabele de decompresie în anul 1908.
Țesuturile foarte rapide și cele foarte lente nu sunt luate în calculul tabelelor de decompresie.
Pentru scufundări unitare, numai o parte dintre țesuturi, (țesuturile rapide), se saturează cu gaz inert pe când celelalte, (țesuturile lente), ating o presiune de gaz dizolvat mai mică decât presiunea parțială a gazului inert la care a fost expus organismul.
În funcție de durată, expunerea organismului uman la presiunea ambiantă poate fi de trei tipuri: 
- expuneri de scurtă durată - sunt saturate compartimentele de țesuturi cu perioada de semisaturație de până la 80 minute (scufundările autonome)
- expunere medie - se saturează compartimentele de țesuturi cu perioada de semisaturație de până la 120 minute (scufundările profunde în sistem turelă-cheson)
- expunere de lungă durată - corespunde saturării compartimentelor de țesuturi cu perioada de semisaturație de peste 120 minute (scufundările în saturație).

Pentru scufundări în saturație, scufundări cu expuneri de lungă durată, se poate considera că toate țesuturile organismului se saturează cu gazul inert din compunerea amestecului respirator, iar pentru calculul decompresiei se ia în considerare numai compartimentul de țesuturi cu perioada de semisaturație H cea mai mare sau un anumit compartiment de țesuturi numit compartiment de țesuturi director.

### Presiune maximă admisibilă
Imediat ce începe decompresia (scăderea presiunii), apare o diferență de presiune negativă între presiunea parțială a gazului inert din amestecul respirator ambiant, corespunzător palierului de decompresie și presiunea aceluiași gaz dizolvat în țesuturi. 

Această diferență de presiune determină degazarea țesuturilor de gazul inert dizolvat. 

Pe tot timpul decompresiei, o parte dintre țesuturile organismului (în cazul scufundărilor unitare) sau toate țesuturile (în cazul scufundărilor în saturație) sunt suprasaturate cu gaz inert, ceea ce înseamnă că presiunea gazului inert dizolvat în țesuturi, este mai mare decât presiunea parțială a aceluiași gaz din amestecul respirator al scafandrului. 

Nivelul acestei suprasaturații nu trebuie să depășească o anumită valoare critică, deoarece se poate produce o degazare bruscă, cu formare de bule de gaz, care pot provoca accidente de decompresie mai mult sau mai puțin grave.

### Coeficient de suprasaturație
Coeficientul (raportul) de suprasaturație reprezintă raportul dintre presiunea gazului inert dizolvat în țesuturile organismului uman și presiunea parțială a gazului inert din amestecul respirator inspirat de scafandru la presiunea ambiantă, astfel încât să se permită degazarea țesutului fără formarea de bule de gaz periculoase, circulante sau staționare.

## Teorii de decompresie
În prezent, în mai multe țări, s-au elaborat tabele de decompresie corespunzătoare unei anumite teorii, cum ar fi:

### Teoria americană
James A. Hawkins și colaboratorii au arătat că raportul de 2/1 a fost prea conservativ pentru compartimentul de țesuturi rapide și prea mare pentru compartimentul de țesuturi lente. După mii de experimentări, la adâncimi de 30 m și 60 m, aceștia au determinat valori ale raportului de suprasaturație critic funcție de diferitele compartimente de țesuturi ale organismului.
În anul 1937 O. D. Yarborough a calculat și testat noi tabele pentru U.S. Navy controlând numai
compartimentele de țesuturi cu perioade de semisaturație H de 20, 40 și 75 minute.
Van der Aue, în anul 1951, a calculat noi tabele de decompresie pentru scufundări cu aer comprimat, adăugîng două compartimente rapide de  țesuturi de 5 și 10 minute și compartimentul lent de 120 minute, modificând și raporturile de suprasaturație critice.
Robert D. Workman revizuie tabelele lui Haldane și adaugă trei noi compartimente lente de țesuturi de 160, 200 și 240 minute.
Tabelele de decompresie după scufundări cu aer comprimat ale U.S. Navy sunt valabile din anul 1960 și au fost elaborate de U.S. Navy Experimental Diving Unit din Panama City, Florida.

### Teoria britanică
H. V. Hempleman, în anul 1952, a sugerat că un calcul cu un singur compartiment de țesuturi ar fi satisfăcător pentru rezolvarea problemei decompresiei.  Rezultatele au fost reexaminate de Hills în 1966, Hempleman în 1967 și reluate în 1969.
Pentru calculul decompresiei după scufundări cu aer, cercetătorii britanici au emis o serie de ipoteze:
- există o relație directă între cantitatea de azot din amestecul respirator și riscul apariției unui accident de decompresie
- sângele arterial se saturează instantaneu cu gaz inert
- numai un singur compartiment de țesuturi participă la apariția accidentului de decompresie
- viteza de pătrundere a gazului inert în țesuturi, pe timpul expunerii la presiune, este mai mică decât viteza cu care iese pe timpul decompresiei
- țesuturile pot tolera o anumită presiune de gaz inert dizolvat, în exces.

### Teoria elvețiană
Medicul Albert A. Bühlmann începe o serie de experimente în anul 1959 în Laboratorul de Fiziologie Hiperbară din cadrul Spitalului Universitar din Zürich Arhivat în 31 mai 2009, la Wayback Machine..
Albert Bühlmann a luat în considerare, pentru calculul decompresiilor după scufundări cu aer comprimat, 16 compartimente de țesuturi caracterizate de diferite perioade de semisaturație.

### Teoria franceză
Pentru calculul tabelelor de decompresie după scufundări cu aer comprimat, s-a utilizat metoda lui Haldane pentru compartimente de țesuturi de 1,5; 7,9; 29; 120 și 300 minute. 

Țesuturile extreme au fost eliminate din calcul, dar a fost introdus și compartimentul de țesuturi cu perioada de semisaturație 60 minute.
În Marina Națională a Franței, sunt folosite din anul 1990 tabelele de decompresie MN90, utilizate și pentru scufundări sportive și care au un grad crescut de securitate.
În afara acestor tabele, în Franța se mai folosesc tabele ale Ministerului Muncii (MT92), special concepute pentru scufundări profesionale.

### Teoria românească
Pentru calculul procedeelor de decompresie după scufundări cu aer comprimat, specialiștii Laboratorului Hiperbar din Constanța din cadrul Centrului de scafandri din Constanța au plecat de la experiența acumulată pe plan mondial.
În cadrul Laboratorului Hiperbar din Constanța, în perioada aprilie 1981...aprilie 1992, s-au efectuat scufundări experimentale care au însumat 3053 scufundări la adâncimi de până la 72 m, pentru diferiți timpi de expunere a organismului uman la presiunea corespunzătoare adâncimii scufundării.
Compartimentele de țesuturi alese au fost cele cu perioade de semisaturație H de 10, 20, 40, 60, 80 și 120 minute.
În urma cercetărilor efectuate, au fost elaborate în anul 1982 tabelele de decompresie cu aer LH-82, pentru scufundări cu aer până la 60 m adâncime și în anul 1989 tabelele de decompresie la suprafață LH-89.